# Список известных противостояний футбольных клубов в Европе
В этом списке представлены футбольные противостояния европейских клубов. Сюда входят как дерби внутри стран, так и матчи между командами из разных стран.

## Международные
| Команда 1         | Команда 2     | Статья                     | Источник                                        |
| ----------------- | ------------- | -------------------------- | ----------------------------------------------- |
| Спарта            | Слован        |                            | [ 1 ]                                           |
| Динамо            | Партизан      |                            | [ 2 ]                                           |
| Динамо            | Црвена звезда |                            | [ 2 ]                                           |
| Хайдук            | Партизан      |                            | [ 2 ]                                           |
| Хайдук            | Црвена звезда |                            | [ 2 ]                                           |
| Копенгаген        | Мальмё        |                            | [ 3 ]                                           |
| Арсенал           | Бавария       |                            | [ 4 ]                                           |
| Барселона         | Бавария       |                            | [ 5 ]                                           |
| Челси             | Барселона     |                            | [ 6 ] [ 7 ]                                     |
| Лидс Юнайтед      | Галатасарай   |                            | [ 8 ] [ 9 ] [ 10 ] [ 11 ]                       |
| Манчестер Сити    | Бавария       |                            | [ 12 ]                                          |
| Манчестер Юнайтед | Бавария       |                            | [ 13 ]                                          |
| Манчестер Юнайтед | Ювентус       |                            | [ 6 ] [ 7 ]                                     |
| Манчестер Юнайтед | Барселона     |                            | [ 14 ]                                          |
| Пари Сен-Жермен   | Барселона     |                            | [ 6 ]                                           |
| Бавария           | Реал Мадрид   |                            | [ 6 ] [ 15 ] [ 16 ] [ 17 ] [ 18 ] [ 19 ] [ 20 ] |
| Боруссия          | Реал Мадрид   |                            | [ 6 ]                                           |
| Ювентус           | Реал Мадрид   |                            | [ 7 ]                                           |
| Ливерпуль         | Реал Мадрид   |                            | [ 7 ] [ 6 ]                                     |
| Ливерпуль         | Ювентус       |                            | [ 21 ]                                          |
| Гамбург           | Селтик        |                            | [ 22 ]                                          |
| Ференцварош       | Слован        |                            | [ 23 ]                                          |
| Интернационале    | Барселона     |                            | [ 6 ]                                           |
| Линфилд           | Шемрок Роверс |                            | [ 24 ] [ 25 ] [ 26 ] [ 27 ]                     |
| Шлёнск            | Севилья       |                            | [ 28 ] [ 29 ]                                   |
| Спартак           | Динамо        | Советское футбольное дерби |                                                 |

## Австрия
- Венское дерби:  Рапид -  Аустрия[30][31][32]
- дерби Граца:  ГАК -  Штурм[33]
- дерби Верхней Австрии: ЛАСК -  Рид[34]
- дерби Линца:  Блау-Вайсс - ЛАСК[35]
- Западное дерби:  Ваккер -  Аустрия[36][37]
- "Дерби любви":  Фёрст - Винер Шпорт-Клуб[38][39][40][41][42]
- дерби Лустенау:  Аустрия - Лустенау 07
- дерби Форарльберг:  Аустрия или Лустенау 07 - FC Dornbirn 1913 -  Брегенц - Райндорф Альтах
- дерби Нижней Австрии:  Санкт-Пёльтен - Адмира Ваккер Мёдлинг -  Хорн[43]
- Pack–Derby:  Вольфсберг -  Штурм[44]
- дерби Каринтии:  Вольфсберг -  Аустрия[45]
- дерби Western Mostviertel: UFC Sankt Peter in der Au - USC Seitenstetten[46][47]

## Азербайджан
- Великий матч:  Нефтчи - Хазар-Ленкорань
- Большое азербайджанское противостояние:  Нефтчи -  Карабах
- Исторические дерби:  Нефтчи -  Кяпаз
- Западное дерби:  Кяпаз -  Туран

## Албания
- Старейшее албанское дерби:  Тирана -  Влазния[48]
- Тиранское дерби:
  - Тиранское дерби I:  Партизани -  Тирана
  - Тиранское дерби II:  Партизани -  Динамо
  - Тиранское дерби III:  Тирана -  Динамо
- дерби Myzeqe:  Аполония -  Люшня[49][50][51]
- Корча–Тирана противостояния:  Партизани или  Тирана или  Динамо - Скендербеу
- Влёра–Корча противостояние:  Фламуртари - Скендербеу[52][53]
- Эльбасан–Тирана противостояние: Эльбасани -  Тирана или  Динамо или  Партизани
- Тирана–Дуррес противостояние:  Партизани или  Тирана или  Динамо -  Теута
- албанское дерби:  Влазния -  Лачи или Кукеси или Besëlidhja Lezhë
- албанское дерби: Кукеси - Korabi Peshkopi или KF Tërbuni
- дерби Фиери:  Аполония - KF Çlirimi
- дерби побережья:  Фламуртари -  Теута

## Андорра
- классика:  Санта-Колома - Сан-Жулиа[54][55][56]
- дерби  Санта-Колома:  Санта-Колома - Унио Эспортива Санта-Колома[57]
- дерби Escaldes: Inter Escaldes - Atletic Escaldes

## Армения
- Большое Ереванское дерби:  Арарат -  Пюник
- Ереванское дерби:  Арарат -  Урарту -  Пюник -  Алашкерт -  ЦСКА -  Мика
- Ширак -  Урарту противостояние

## Беларусь
- Столичное дерби:
  -  Динамо -  Минск
- Минское дерби:
  -  Динамо -  Партизан[58]
  -  Динамо -  Торпедо
  -  Партизан -  Торпедо
- классико Беларуси:  Динамо -  БАТЭ[59]
- Брестское дерби: Динамо-Брест -  Центр футбола
- Динамовское дерби: Динамо-Брест -  Динамо

## Бельгия
- Классико:  Андерлехт -  Стандард[60]
- Топовое дерби:  Андерлехт -  Брюгге.
- Фландрское сражение:  Брюгге -  Гент. Названо в честь нескольких реальный исторических битв во время Первой мировой войны.[61]
- Валлонское дерби:  Стандард -  Шарлеруа[62][63][64] Несмотря на название "дерби", эти города разделяют более 80 км, а Льеж, например, находится гораздо ближе к Брюсселю, чем Шарлеруа. Поскольку Шарлеруа и Льеж - два самых важных города Валлонии, это соперничество получило особое название - "валлонское дерби".

## Болгария
- Софийское дерби:
  -  Вечное дерби:  Левски -  ЦСКА[30][65]
  - Малое столичное дерби:  Славия -  Локомотив[66]
  - Старейшее столичное дерби:  Левски -  Славия
  - Софийское дерби:  Левски,  Локомотив,  ЦСКА,  Славия, ЦСКА 1948,  Септември and  Академик
- Пловдивское дерби:
  - дерби Пловдива:  Ботев -  Локомотив[67]
  - дерби Спартак-Марица:  Спартак -  Марица
- Новоболгарское дерби:  ЦСКА и  Левски - Лудогорец
- Битва за Северную Фракию:  Ботев -  Берое[68]
- Варнское дерби:  Спартак - Черно море[69]
- Бургасское дерби:  Черноморец - Neftochimic Burgas[70]
- дерби Северной Болгарии: Etar Veliko Tarnovo -  Локомотив[71][72][73]
- Северо-западное дерби:  Монтана -  Ботев[74][75][76]
- Железнодорожное дерби:  Локомотив (Пловдив) -  Локомотив (София)[77]
- Кюстендилское дерби: Velbazhd Kyustendil - Марек 2010[78][79]
- Благоевградское дерби:  Пирин -  Вихрен[80][81] -  Беласица[82][83]
- дерби Софийской области: Slivnishki Geroy - OFC Kostinbrod[84]
- дерби Дунайской равнины: PFC Shumen -  Добруджа[85]
- дерби Пловдив - София:  Ботев или  Локомотив и софийские команды, особенно:  Ботев -  Левски и  Локомотив -  ЦСКА
- дерби Перник - София:  Минёр -  Левски,  ЦСКА,  Славия и  Локомотив
- дерби Ловеч - София:  Литекс -  Левски,  Локомотив,  ЦСКА и  Славия
- дерби Разград - Варна: Лудогорец - Черно море
- дерби Русе:  Дунав - Lokomotiv Ruse
- дерби Перника:  Минёр - Metalurg Pernik
- дерби Плевена:  Спартак - Belite orli

## Босния и Герцеговина
- Сараевское дерби:  Сараево -  Железничар[86]
- Малое дерби Сараево:  Сараево или  Железничар -  Олимпик[87][88] -  Славия[89][90]
- Мостарское дерби: Зриньски -  Вележ[91]
- Герцеговинское дерби: Зриньски -  Широки-Бриег[92]
- дерби Тузла:  Слобода - Тузла Сити[93]
- дерби Тузланского кантона:  Звезда -  Градина
- дерби Травника:  Травник - NK Novi Travnik[94]
- дерби Какани:  Младост - Rudar Kakanj[95]
- дерби Среднебоснийского кантона: NK Novi Travnik - NK Busovača[96][97]
- дерби Боснийского Края:
  - Рудар -  Борац[98][99]
  - Krajina Cazin - Krajišnik Velika Kladuša[100]
- дерби Susjedski:  Широки-Бриег - HŠK Posušje[101]
- противостояния разных городов:  Сараево -  Борац или  Железничар -  Борац

## Венгрия
- Будапештское дерби:
  - A Derbi: Ференцварош -  Уйпешт[102]
  - Örökrangadó: Ференцварош -  МТК
  - Любые матчи команд: Ференцварош,  Уйпешт,  МТК,  Вашаш и  Гонвед
- Дьёрское дерби:  Дьирмот -  Дьёр
- Восточное дерби:  Диошдьёр - Nyíregyháza Spartacus FC[103]
- дерби Трансданубия:  Фехервар -  Дьёр[104]
- Западное дерби: Халадаш -  Залаэгерсег[105]
- Будапешт–Дебрецен дерби: Ференцварош,  Уйпешт,  Гонвед -  Дебрецен[106]
- дерби Запад-Восток:  Фехервар -  Дебрецен[107]
- дерби  Баранья:  Печ - Komlói Bányász SK

## Грузия
- Большое грузинское дерби: Динамо - Торпедо[108][109]
- Главное тбилисское дерби: Динамо - Локомотив
- Тбилисское дерби:  Динамо - ВИТ Джорджия -  Локомотив - Иберия 1999
- динамовское дерби или грузино–аджарское противостояние: Динамо (Тбилиси) - Динамо (Батуми)
- противостояние  Динамо -  Гурия

## Гибралтар
- Европа - Линкольн Ред Импс[110]
- дерби Ocean Village: Boca Гибралтар - Бруно’с Мэгпайс[111]

## Дания
- дерби Копенгагенского региона:
  - Дерби новой фирмы: Брондбю - Копенгаген[30]
  - Северо-западное копенгагенское дерби:  Брёнсхёй -  Ванлёсе
  - Северное копенгагенское дерби: Люнгбю - АБ Гладсаксе[112]
  - Болотная битва: АБ Гладсаксе - Брёнсхёй[113]
  - Битва Северной Зеландии: Норшелланн - Люнгбю[114]
- Исторические противостояния: Брондбю - Орхус[115]
- Ютландские дерби:
  - Ютландская битва: Aalborg BK - Орхус[30]
  - Битва за Ютландию:  Раннерс -  Орхус[116],  Хорсенс -  Вайле[30]
  - Битва за Южную Ютландию: Эсбьерг - Сённерйюск[30]
  - Битва за Северную Ютландию:  Хобро - Aalborg BK - Vendsyssel FF[117]
  - Битва за Центральную Ютландию:  Виборг - Мидтьюлланн -  Силькеборг
  - Битва за Hatred:  Виборг - Мидтьюлланн[118][119]
  - Хернинг - Икаст дерби: Herning Fremad - Ikast FS
  - Орхусское дерби: Aarhus Fremad -  Орхус
- Фюнская битва:  Оденсе - Б-1909[120]

## Исландия
- Stjarnan - Брейдаблик
- дерби Рейкьявика:  Рейкьявик - Valur Reykjavik - Fram Reykjavik -  Викингур - Фьолнир[121]
- дерби Хабнарфьордюра:  Хабнарфьордюр - Хёйкар
- дерби Коупавогюра: Брейдаблик -  Коупавогюр[122]
- дерби Акюрейри:  Акюрейри -  Тоур

## Казахстан
- Речное дерби: Иртыш - Тобол
- дерби двух столиц: Кайрат - Астана
- Западное дерби: Атырау - Актобе
- Эль-Класико: Тобол - Актобе
- дерби Каспийского моря: Каспий - Атырау
- Столичное дерби: Астана - Женис
- Северное дерби: Астана - Тобол
- Южное дерби: Кайрат - Ордабасы

## Косово
- Косовское дерби: Дрита - Гиляни[123][124][125]
- Гнилане–Приштина дерби:
  - Дрита -  Приштина[126][127]
  - Гиляни - Приштина
- дерби Дреница: Фероникели - Дреница[128]
- дерби Косовска-Митровица:  Трепча - Трепча’89
- дерби Печ: Беса - KF Shqiponja
- дерби Приштины: Фламуртари - Приштина

## Кипр
- Вечное дерби: АПОЭЛ - Омония[129][130][131]
- Старейшее кипрское дерби: АПОЭЛ - Анортосис[132]
- Лимасолское дерби: Аполлон - АЕЛ - Арис[133][134][135][136]
- дерби Фамагусты: Анортосис - Неа Саламина[137]

## Латвия
- Курземское дерби: Вентспилс -  Лиепая
- Рижское дерби: Рига - РФС

## Литва
- Новое литовское дерби: Судува - Жальгирис
- Вильнюсское дерби: Жальгирис - Ритеряй - Ветра - KS Polonia Vilnius - FC Vytis Vilnius - FC Vilnius
- Старое дерби:  Жальгирис - Экранас -  Ветра -  Каунас
- Паневежисское дерби: Паневежис - Экранас
- дерби Клайпеда: Атлантас - FK Klaipėdos Granitas - Паланга - FK Neptūnas
- дерби Жальгирис:  Жальгирис - Кауно Жальгирис
- Каунасское дерби: Кауно Жальгирис - Хегельманн

## Люксембург
- дерби d'Эш-сюр-Альзетт:  Фола -  Женесс[138]

## Мальта
- дерби Старой фирмы: Флориана - Слима Уондерерс[139]
- дерби столицы: Валлетта - Флориана[140]
- Биркиркара - Валлетта[140]
- дерби Севера: Моста - Naxxar Lions
- Слима Уондерерс - Гзира Юнайтед
- Хибернианс - Таршин Рэйнбоус - St. Lucia
- Бальцан - Lija Athletic
- старое дерби: Хамрун Спартанс - Marsa
- противостояния Линии Коттонера: Senglea Athletic - Витториоза Старс - St. George's FC
- Għaxaq FC - Gudja United
- Pembroke Athleta - St. Andrews FC - Мелита - Swieqi United
- Attard -  Бальцан
- Биркиркара - Бальцан
- Żabbar St. Patrick - Żejtun Corinthians
- Żabbar St. Patrick - Xgħajra Tornadoes
- Sirens - Mellieħa S.C.
- Mtarfa - Mdina Knights - Рабат Аякс - Dingli Swallows
- Siggiewi FC - Żebbuġ Rangers
- San Gwann - Swieqi United
- Мсида Сент-Джозеф - Ta' Xbiex
- Għargħur - Naxxar Lions
- Корми - Żebbuġ Rangers
- Kalkara - Xgħajra Tornadoes
- Kalkara - St. George's F.C.
- Gudja United - St.lucia
- St. George's FC - Fgura United

## Молдавия
- молдавское El Clasico (Derbiul Moldovei): Зимбру - Шериф[141][142][143]
- дерби ul capitalei: Зимбру - Дачия[144]
- дерби Кишинёв–Орхей: Зимбру или Дачия - Милсами[145]

## Норвегия
- Битва за Осло: Волеренга - Люн[146]
- классика: Русенборг - Бранн
- противостояние Лиллестрём-Волеренга: Лиллестрём - Волеренга[147]
- противостояние Молде-Русенборг: Молде - Русенборг
- Кристиансунн - Молде[148][149]
- Сарпсборг - Фредрикстад
- Мосс - Фредрикстад
- Ælv Classico: Strømsgodset IF - Mjøndalen IF[150]
- Бранн - Волеренга
- дерби Северной Норвегии: Будё-Глимт -  Тромсё
- Олесунн -  Молде[147]
- IL Stålkameratene - Mo IL
- Викинг - Хёугесунн
- Best i vest дерби: Бранн - Викинг
- Старт - Викинг
- Эуст-Агдер дерби: FK Arendal - Йерв
- Romeriksderbyet:  Лиллестрём -  Стрёммен[151]
- Шейд - Волеренга
- дерби Gjøvik: FK Gjøvik-Lyn - Vind IL
- дерби Nordøy: Harøy IL - HaNo FK

## Португалия
- противостояния трёх Больших
  - Лиссабонское дерби:  Бенфика -  Спортинг[152]
  - О Класико:  Бенфика -  Порту[153]
  - противостояние "Порту" - "Спортинг"[154]
- дерби Мадейра: Маритиму - Униан Мадейра -  Насьонал[155][156][157][158][159][160]
- дерби Минью:  Витория -  Брага[161][162]
- дерби Порту:  Боавишта -  Порту,[163][164] sometimes called O Dérbi da Invicta[165]
- Малое Лиссабонское дерби: Белененсеш -  Атлетико[166]
- дерби Алгарви: Фаренсе - Ольяненсе - Портимоненсе[167][168][169][170][171][172]
- противостояние Лейрия–Коимбра: Униан Лейрия -  Академика[173]

## Румыния
- Бухарестское дерби:
  - Вечное дерби: Стяуа - Динамо[30]
  - Большие Бухарестские дерби:
    - Стяуа - Рапид[174]
    - Динамо - Рапид[175][176]

  - Малое (традиционное) Бухарестское дерби: Спортул Студенцеск -  Прогресул[177]
  - Любые матчи команд: Прогресул или Спортул Студенцеск - Рапид или Стяуа или Динамо
- дерби Клуж: Университатя - ЧФР[178]
- Западное дерби: УТА - Politehnica Timișoara[179]
- бывшее дерби Плоешти: Петролул - Астра
- Первое дерби: Петролул - Рапид[180]
- Гордое дерби: Динамо - Университатя или Университатя Крайова 1948[181]
- дерби Олтения: Университатя или Университатя Крайова 1948 - Пандурий[182]
- дерби Крайова: Университатя - Университатя Крайова 1948[183][184][185]
- дерби Хунедоара: Корвинул - Жиул
- Молдавское дерби: Политехника - Оцелул[186]
- Северо-восточное дерби: Ботошани -  Фореста - Политехника[187]
- Нижне-Дунайское дерби: Оцелул - Dacia Unirea Brăila или Фарул[188]
- Северное дерби: Olimpia Satu Mare - Бая-Маре[189]
- дерби Кришана: FC Bihor Oradea - УТА[190]

## Северная Македония
- Вечное дерби: Вардар - Пелистер[191]
- албанское дерби Северной Македонии: Шкендия - Шкупи
- дерби Скопье:
  - Старое дерби Скопье: Вардар - Работнички[192]
  - Этническое дерби: Вардар - Шкупи[193] ранее против ныне не существующего предшественника Слога Югомагнат[194]
  - дерби Dračevo: SSK Mladinec - FK Dračevo[195]
  - дерби Lisiče: Горно Лисиче - Pobeda Dolno Lisiče[195]
  - дерби Karpoš: FK Alumina - Lokomotiva Karpoš[195]
- дерби Тетово: Тетекс - Шкендия[196][197]
- противостояние Шкендия-Вардар: Шкендия - Вардар[191][198]
- дерби Пелагонии: Пелистер - Pobeda Prilep[199]
- дерби Winegrowers: Tikveš Kavadarci - Vardar Negotino[200]
- Озерное дерби:  Охрид - Karaorman Struga[195]
- Рисовое дерби: Osogovo Kočani - Sloga Vinica[195]
- дерби Кичево:  Напредок - Vlazrimi[195]
- дерби Прилеп: Pobeda -  11 октября[195]
- Восточное дерби: Брегалница - Беласица[195]
- Братское дерби: Тетекс - Вардар[195]
- дерби Pijanec: Bregalnica Delčevo - Sasa Makedonska Kamenica[195]
- дерби  Малешево: Maleš Berovo - Napredok Pehčevo[195]
- дерби  Чешиново-Облешево: FK Chešinovo - FK Obleševo[195]
- шахтерское дерби: Rudar Probištip - Sasa Makedonska Kamenica[195]

## Сербия
- Белградское дерби:
  - Вечное дерби: Црвена звезда - Партизан
  - ОФК - Црвена звезда[201]
  - ОФК - Партизан
  - Рад - Црвена звезда[202]
  - ОФК - Рад[203]
  - Рад - Партизан
  - Вождовац - Рад
  - Земун - ОФК, Партизан или Црвена звезда[204][205]
- Сербское дерби: Воеводина - Црвена звезда или Партизан
- дерби Нови-Сад: Воеводина - Нови-Сад - Proleter Novi Sad или FK Mladost GAT[206]
- Derbi nizije (дерби низменности) или Derbi ravnice (дерби равнины): Воеводина - Спартак[207]
- Политическое дерби: Рад - Нови-Пазар[208]
- дерби Шумадия: Раднички - Смедерево[209]
- Южно-сербское дерби: GFK Dubočica - Раднички[210][211]
- Serbian El Clasico: Napredak Kruševac - Radnički Niš

## Словакия
- Традиционное дерби: Слован - Спартак
- Братиславское дерби: Слован - Интер[212][213] - Петржалка[214][215][216][217]
- Слован - ДАК 1904[218]
- дерби Кошице: Локомотив - Кошице[219]
- Северо-словацкое дерби: Жилина - Тренчин[220]
- дерби на холме: Ружомберок - Дукла[221][222]
- Восточно-словацкое дерби: FC Košice - Татран[223]
- дерби Загорье–Копанице: Сеница - Спартак

## Словения
- Вечное дерби Словении: Марибор - Олимпия[224]
- дерби Словенского Приморья: Горица - Копер[225]
- дерби Прекмурье: NK Mura - Нафта[226]
- дерби Прекмурье–Нижняя Штирия: Марибор - NK Mura[227]
- дерби Штирии: Марибор - Целе[228]
- дерби Засавье: Загорье - Rudar Trbovlje[229]
- дерби Подравска: Drava - Алюминий
- дерби Любляны: Олимпия - Браво

## Украина
- Соперничество футбольных клубов «Динамо» Киев и «Шахтёр» Донецк (Украинская классика):  Динамо -  Шахтёр[30]
- Главное киевское дерби: Арсенал-Киев - Динамо[230][231]
- Донецкое дерби: Шахтёр - Металлург
- дерби  Днепр–Харьков (Восточно-украинская классика): Металлист - Днепр[232]
- Dnipro–Dynamo rivalry: Динамо - Днепр[233]
- Львовское дерби: Львов - Карпаты
- дерби Запорожье: Металлург - Торпедо
- Одесское дерби: Черноморец - СК Одесса (ранее  СКА)
- дерби Галиция–Волынь: Карпаты - Волынь
- Главное волынское дерби: Волынь - Верес
- Главное дерби Подолье: Нива - Подолье
- Главное Донбасское противостояние: Шахтёр - Заря, также Металлург, Сталь
- Кропивницкое противостояние: Александрия - Звезда
- дерби металлургов (в прошлом): Металлург - Металлург
- Малое киевское дерби: Оболонь - ЦСКА
- Днепровское дерби: Металлург - Днепр или Динамо

## Фарерские острова
- Торсхавнское дерби: Б-36 - ХБ Торсхавн[234]
- противостояние Торсхавн–Клаксвуйк: Б-36 - КИ Клаксвик

## Финляндия

### Межгородские противостояния
- классико Хельсинки–Countryside: ХИК - Хака
- "Современное классико": ХИК и FC Lahti
- дерби Пирканмаа: Хака - Ильвес или Тампере Юнайтед
- дерби Остроботния: СИК - ВПС - Яро - КПВ
- дерби Саво: Миккелин Паллоильят - КуПС
- противостояние Раума–Пори: FC Rauma или Pallo-Iirot - Джаз
- противостояние Тампере–Хельсинки: Ильвес или Тампере Юнайтед - ХИК или  ХИФК
- противостояние Турку–Хельсинки: ТПС или Интер - ХИК или ХИФК
- противостояние Турку–Тампере: Ильвес или Тампере Юнайтед - ТПС или  Интер
- противостояние Сейняйоки–Вааса: СИК - ВПС
- Лапландское дерби (Jänkäderby): РоПС - Кеми Сити
- Расеборгское дерби: Ekenäs IF - BK-46
- дерби Kakkosen A-lohkon: Миккелин Паллоильят - IF Gnistan

### Внутригородские дерби
- дерби Коккола: КПВ - GBK
- дерби Pääkaupunkiseudun (Metroderby): ХИК или  ХИФК -  Хонка[235][236][237][238]
- дерби Töölö-Oulunkylä: ХИК - IF Gnistan
- дерби Раума: FC Rauma - Pallo-Iirot
- дерби Stadin: ХИК - ХИФК[239]
- дерби Тампере: Ильвес - Tampereen Pallo-Veikot - Тампере Юнайтед
- дерби Турку: ТПС - Интер[240][241]
- дерби Миккели: Миккелин Паллоильят - MiPK
- дерби Оулу: Оулу - ОПС
- дерби Вааса: ВПС - VIFK

## Хорватия
- Вечное дерби: Хайдук - Динамо[242]
- Адриатическое дерби: Хайдук - Риека
- Далматийское дерби: Шибеник - Хайдук
- дерби Динамо-Риека: Динамо - Риека
- дерби Осиек-Риека: Осиек - Риека
- Славонийское дерби: Осиек - Цибалия
- Загребское дерби: Динамо - Локомотива - Загреб[243]
- Сплитское дерби: Сплит - Хайдук
- дерби della Učka: Риека - Истра 1961
- Риекское дерби: Риека - Ориент

## Черногория
- Черногорское дерби: Сутьеска - Будучност[244]
- дерби Никшича: Сутьеска - Челик[245]
- дерби Подгорицы: Будучност - Титоград[246]
- дерби побережья: Петровац - Могрен[247] - Грбаль - Бокель[248]

## Чехия
- Пражское дерби:
  - Пражское дерби: Спарта - Славия[30]
  - Малое пражское дерби: Спарта[249] или Славия[250] или Богемианс 1905[251] - Дукла[252] - Виктория Жижков
  - дерби Вршовице: Славия - Богемианс 1905[253][254]
- Межрегиональные дерби:
  - Спарта - Баник[255][256]
  - Славия - Виктория[257]
- Богемское дерби: Градец-Кралове - Пардубице[258][259]
- Северо-богемское дерби:
  - дерби Podještědské: Яблонец - Слован[260][261][262][263][264]
  - Теплице[265][266] - Баник[267]
- Моравское дерби: Зброёвка[268] - Сигма[268] - Словацко[269] - Злин[270] - Высочина
- Силезское дерби:
  - Опава - Баник[271][272]
  - любые матчи между командами Карвина,[273][274] Фридек-Мистек[275][276] Баник, Опава и FC Hlučín

## Швейцария
- противостояние Базель – Цюрих: Базель - Грассхоппер или Цюрих[277][278][279]
- дерби Цюриха: Грассхоппер - Цюрих[30][280]
- Бернское дерби: Янг Бойз - Тун[281]
- Люцернское дерби: Люцерн - Кринс[282]
- Санкт-Галленское дерби: Санкт-Галлен - Виль[283]
- дерби Женевского озера: Серветт - Лозанна[284][285]
- дерби Арау: Арау - Волен[286]
- дерби Центральной Швейцарии: Хам - Кринс[287]
- дерби Романдия: 
  - Сьон - Лозанна[288][289][290]
  - Ксамакс - Сьон
- дерби Невшатель – Женева: Ксамакс[291] - Серветт[292]
- дерби Тичино: Кьяссо - Беллинцона - Лугано[293][294]
- дерби Братвурст: Санкт-Галлен - Брюль[295]
- дерби Во: Стад Ньон - Ивердон-Спорт[296][297]
- дерби Рона: Серветт - Сьон[298]

## Эстония
- Таллинское дерби: Флора - ФКИ Левадия - Нымме Калью[299][300][301][302][303]